# Tupelotræ
 Denne artikel omhandler planten Tupelotræ. For at se artiklen den amerikanske by Tupelo, se Tupelo.
Tupelotræ (Nyssa) er en lille slægt med ca. 10 arter, der er udbredt i Nordamerika og Østasien. De fleste tåler våd jordbund og oversvømmelse, og nogle kræver ligefrem den slags voksesteder. Det er løvfældende træer med hele, spredte blade. Blomsterne er enten rent hunlige eller rent hanlige, og de er uanselige med reducerede bæger- og kronblade. Frugterne er sortblå stenfrugter, som sidder parvis på lange stilke.
| Beskrevne arter |

- Skov-Tupelotræ (Nyssa sylvatica)

| Andre arter |

- Nyssa aquatica
- Nyssa biflora
- Nyssa ogeche
- Nyssa sessiliflora
- Nyssa sinensis

## Systematik
Bemærk, at alle slægter i den tidligere Tupelotræ-familie nu er overført til Kornel-familien

## Note
1. ↑  Se APG III systemet